# Aboetheta
Aboetheta és un gènere monotípic d'arnes de la família Crambidae descrit per Alfred Jefferis Turner el 1914. L'única espècie del gènere, Aboetheta pteridonoma, va ser descrita pel mateix autor el mateix any, i es troba a Austràlia.